# Vecchio municipio di Villalago
Il vecchio municipio di Villalago è un palazzo, nel centro storico di Villalago in provincia dell'Aquila, che ora ospita la Biblioteca Comunale, una scuola per Operatori Forestali e il museo delle arti e delle tradizioni popolari.
Si trova nel cuore del centro storico, in via Romualdo Galante.

## Storia
Venne costruito nella seconda metà dell'800 ove sorgeva la chiesa di San Giovanni Battista.
La torre campanaria è stata convertita in torre civica, e, nel 1887, provvista di orologio.
L'aspetto esterno è barocco, mentre alcuni interni sono molto moderni.
Alcuni locali all'interno ospitano la biblioteca comunale e al piano superiore vi è una scuola per operatori forestali.

## Il Museo Etnografico della Civiltà Abruzzese Contadina
Nel 2003, all'interno del vecchio municipio è stato inaugurato il museo delle arti e tradizioni popolari.
Varie sale a tema portano il visitatore a viaggiare indietro nel tempo. Ogni sala affronta un tipo di attrezzo diverso: attrezzi agricoli, dei pastori, dei pescatori, per la preparazione del formaggio, della cardatura e tessitura della lana, usati dai nonni ed avi degli abitanti di Villalago, oggi scomparsi dall'uso quotidiano.
Altre sale del museo sono site nella rocca di Villalago.